# Porcellionidae
Famille
Les Porcellionidae sont une famille de cloportes.

## Liste des genres
Selon GBIF (6 mars 2023) :
- Acaeroplastes Verhoeff, 1918
- Agabiformius Verhoeff, 1908
- Atlantidium Arcangeli, 1936
- Atlantotrichus Vandel, 1958
- Brevurus Schmalfuss, 1986
- Caeroplastes Verhoeff, 1918
- Congocellio Arcangeli, 1950
- Dorypoditius Verhoeff, 1942
- Inchanga Barnard, 1932
- Leptotrichus Budde-Lund, 1885
- Lucasius Kinahan, 1859
- Mahehia Budde-Lund, 1913
- Mica Budde-Lund, 1908
- Pondo Barnard, 1937
- Porcellio Latreille, 1804
- Porcellionides Miers, 1878
- Proporcellio Verhoeff, 1907
- Soteriscus Taiti & Rossano, 2015
- Soteriscus Vandel, 1956
- Thermocellio Verhoeff, 1942
- Tropicocellio Arcangeli, 1950
- Tura Budde-Lund, 1908
- Uramba Budde-Lund, 1908

## Systématique
Le nom valide de ce taxon est Porcellionidae Brandt, 1831.